# Gussola
Gussola là một đô thị ở tỉnh Cremona, vùng Lombardia của Italia, có vị trí cách khoảng 110 km về phía đông nam của Milan và khoảng 30 km về phía đông nam của Cremona. Tại thời điểm ngày 31 tháng 12 năm 2004, đô thị này có dân số 2.909 người và diện tích là 25,3 km².
Gussola giáp các đô thị: Colorno, Martignana di Po, San Giovanni in Croce, Scandolara Ravara, Sissa, Solarolo Rainerio, Torricella del Pizzo.